# Секретарівка
Секрета́рівка — село Вигодянської сільської громади в Одеському районі Одеської області в Україні. Розташоване на березі однієї с приток річки Барабой. Відстань до обласного центру становить 46 км, до районного — 35 км. Найближча залізнична станція «Карпове» — 5 км, автомобільна траса Одеса-Кишинів. Колишня підпорядкування Секретарівська сільська рада.

## Історія
Засноване у 1858 році, як німецька колонія Георгієнталь, яка нараховувала 47 дворів, з населенням 364 особи, і займала площу 2756 десятин (3010,93 га)
Колонія Георгієнталь, входила до складу Мангеймської волості Одеського повіту Херсонської губернії. Основними пам'ятками тієї доби є частина будинків центральної вулиці та німецька кірха св. Георгія, побудована в 1878 році на кошти місцевих жителів.
У 1887 році у селі Георгієнталь Мангеймської волості мешкало 185 чоловіків та 179 жінок.
У 1914 році с. Георгієнталь перейменовано на с. Секретарівка.
У березні 1925 р. в селі утворено колгосп «Колос».
У період війни в 1944 р. при відступі нацистів все німецьке населення, було депортовано в Німеччину.
З 1944 по 1949 на території села було розміщено 13 підсобних господарств одеських військових училищ і промислових підприємств міста Одеси.
Станом на 1 вересня 1946 року хутір Секретарівка входив до складу Василівської сільської ради.
У лютому 1949 на базі підсобних господарств утворено радгосп «Укрконсервтрест», який потім було перейменовано на радгосп «Біляївський», нинішнє ПСП «Секретарівське». Також на території села діє ФГ «Михайлівське».

## Секретарівка в наші дні

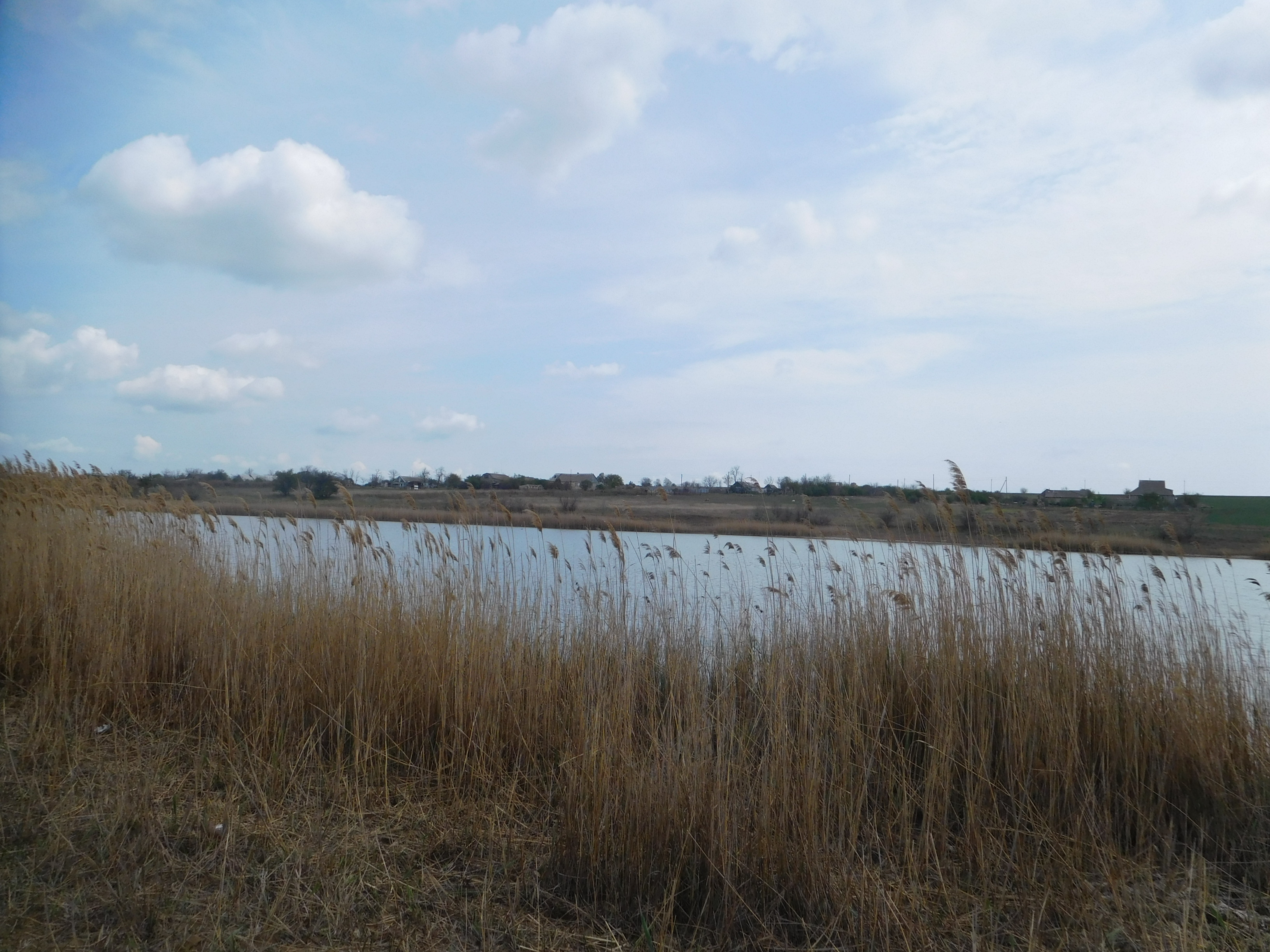
Ставок біля села, розташований на кордоні Біляївського і Роздільнянського району

В селі є школа, дитячий садок, Будинок культури, ФАП, бібліотека, поштове відділення. Село повністю газифіковане, існує система водопостачання.

## Населення
Згідно з переписом 1989 року населення села становило 980 осіб, з яких 450 чоловіків та 530 жінок.
За переписом населення 2001 року в селі мешкала 941 особа.

### Мова
Розподіл населення за рідною мовою за даними перепису 2001 року:
| Мова       | Відсоток |
| ---------- | -------- |
| українська | 91,6 %   |
| російська  | 5,1 %    |
| молдовська | 1,91 %   |
| болгарська | 0,74 %   |
| білоруська | 0,21 %   |

## Михайлівка
Михайлівка село підпорядковане секретарівській сільській раді. Населення 200 осіб.